# Metropolitano de Tenerife
La empresa Metropolitano de Tenerife, con la forma abreviada Metrotenerife y la sigla MTSA, es la Sociedad Anónima que gestiona el tranvía de Tenerife. Es participada por el Cabildo Insular de Tenerife en un 100%, al comprar las participaciones de Tenemetro, S.L. en un 14% y CajaCanarias, en un 6%, en el año 2017. Se constituyó el 22 de enero de 2001 y su ámbito de actuación está delimitado a la isla de Tenerife (Canarias, España). El edificio de Talleres y Cocheras se encuentra en Taco y ocupa un terreno de 22.000 metros cuadrados, en el que se incluye el equipamiento industrial necesario para albergar y reparar los vehículos, así como las máquinas de lavado y pintura, tornos y grúas de techo, así como las oficinas propias de Metropolitano.

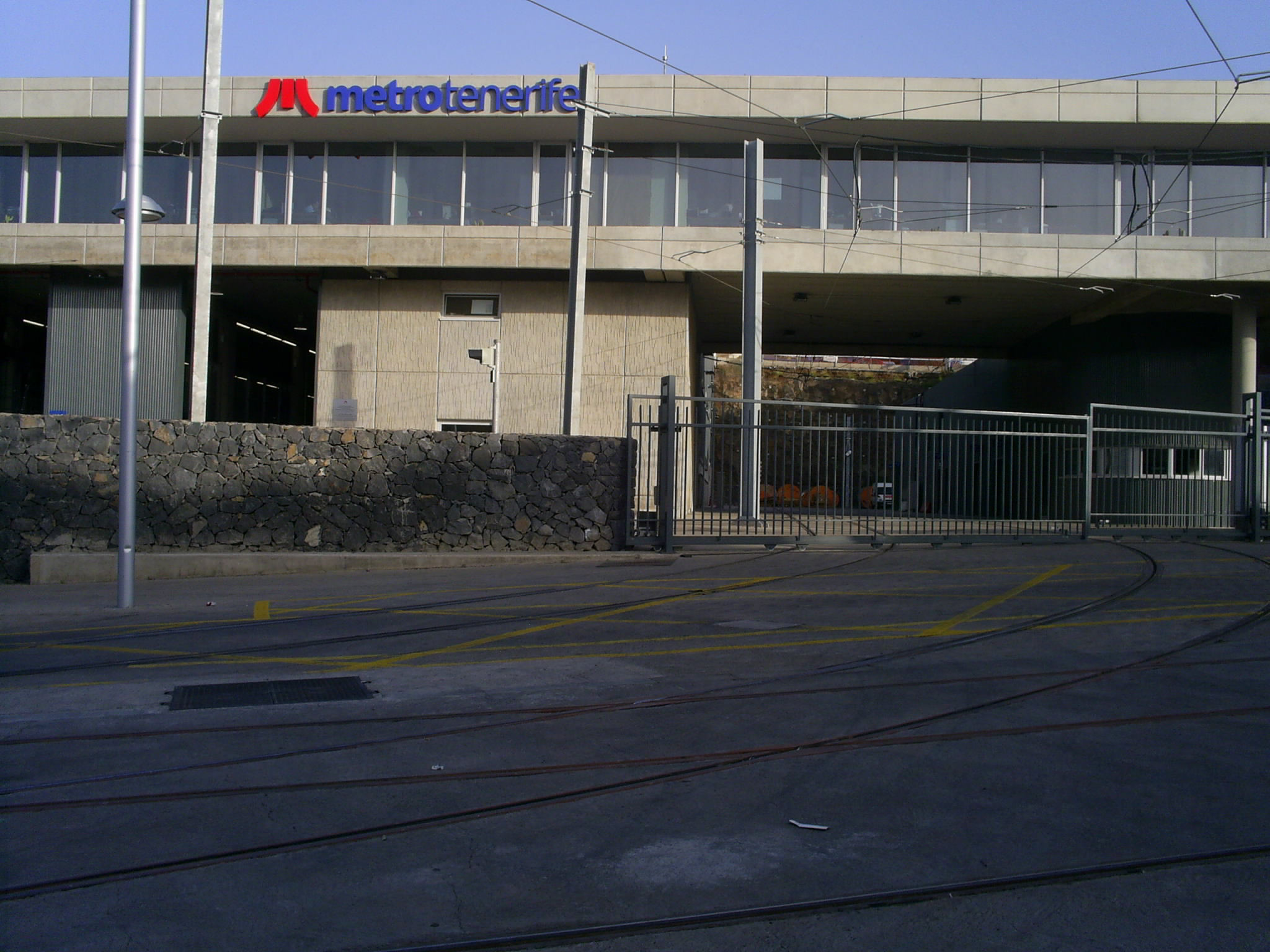
Edificio de Talleres y Cocheras en Taco.

MTSA llevó a cabo la primera fase de la instalación de la línea 1 del Tranvía de Tenerife en el área metropolitana Santa Cruz - La Laguna, cuyo trazado une ambas ciudades.

## Flota
La flota de MTSA está compuesta por 26 unidades del modelo Citadis de la multinacional Alstom. La primera unidad llegó a Tenerife a finales de noviembre de 2005 y el resto fue llegando con una frecuencia de aproximadamente quince días hasta completarse la flota a finales de verano de 2006. Fueron construidos en Barcelona y tienen una capacidad de 200 pasajeros por unidad (60 sentados) y una longitud de 32 metros divididos en cinco módulos unidos por articulaciones que facilitan la maniobrabilidad en curvas de pequeño radio. Disponen de aire acondicionado y cuentan en su interior con una serie de máquinas canceladoras que permiten al usuario validar su billete una vez que acceda por una de las puertas.
Durante el periodo de obras se ha expuesto la maqueta de medio vehículo en Santa Cruz, en La Laguna y el Recinto Ferial de Tenerife.

## Campañas
En los meses previos a la inauguración del tranvía (realizada el 2 de junio de 2007) MTSA inició una intensa campaña de divulgación de Seguridad Vial para sensibilizar y pedir la colaboración de peatones y conductores en las primeras fases de circulación en pruebas de los tranvías. A pesar de ello, el tranvía se vio involucrado en varios accidentes en sus primeros días de circulación.
A lo largo del mes de mayo de 2009 se desarrolló la campaña de lanzamiento de la línea 2 (que se inauguró el día 30) con la finalidad de potenciar la actividad comercial de las pequeñas y medianas empresas de la zona.

## Proyectos

### Ampliación de la Línea 1 hasta Los Rodeos
| Descripción                                                                                        | Objetivos                                                                                        | Paradas | Longitud             | Estado Actual                                                              |
| -------------------------------------------------------------------------------------------------- | ------------------------------------------------------------------------------------------------ | ------- | -------------------- | -------------------------------------------------------------------------- |
| Ampliación de la Línea 1 de tranvía desde la Avenida de Trinidad hasta el Aeropuerto de Los Rodeos | Dar servicio al barrio de San Lázaro de San Cristóbal de La Laguna y al aeropuerto de Los Rodeos | 4       | 3,1 km de Ampliación | Realizando el estudio de las diferentes alternativas y el proyecto básico. |

### Ampliación de la Línea 2 hasta el barrio de La Gallega
| Descripción                                                                                  | Objetivos                                                                  | Paradas                                                                       | Longitud | Estado Actual |
| -------------------------------------------------------------------------------------------- | -------------------------------------------------------------------------- | ----------------------------------------------------------------------------- | -------- | --- |
| Ampliación de la Línea 2 de tranvía desde el barrio de Tíncer hasta el barrio de La Gallega. | Dar servicio a los barrios de El Sobradillo, Barranco Grande y La Gallega. | Cuatro paradas: Muñeco de Nieve, El Sobradillo, Barranco Grande y La Gallega. | 2,5 km.  | Concurso para la contratación de los servicios de redacción del Proyecto Constructivo de la Ampliación de la Línea 2 de Tranvía Tíncer – La Gallega. |

### Nueva Línea 3. Tramo Recinto Ferial - Muelle Norte
| Descripción | Objetivos | Paradas | Longitud | Estado Actual                                        |
| --- | --- | ------- | -------- | ---------------------------------------------------- |
| Tramo de línea tranviaria de nueva creación entre el Recinto Ferial y el Muelle Norte de Santa Cruz de Tenerife | Dar servicio a los barrios de La Salle, San Sebastián, Duggi, Zona Centro, Los Hoteles, Toscal y Urbanización Anaga de Santa Cruz de Tenerife | 6       | 3 km     | Realizando el estudio de las diferentes alternativas |

### Nueva Línea 4. Tramo Hospital Universitario La Candelaria - Añaza[2]
| Descripción | Objetivos | Paradas | Longitud | Estado Actual                   |
| --- | --- | ------- | -------- | ------------------------------- |
| Tramo de línea tranviaria de nueva creación desde la parada Hospital Universitario La Candelaria (Línea 1) y hasta Añaza | Dar servicio a los barrios de Las Moraditas, San Matías, El Draguillo, Santa María del Mar, Acorán y Añaza de Santa Cruz de Tenerife | 8       | 6,1 km   | Realización de estudios previos |

### Proyecto del Tren del Sur
Este proyecto tiene un total de 7 paradas, con una posible ampliación hasta Fonsalía. Las paradas son las siguientes:
- Santa Cruz de Tenerife
- Añaza
- Candelaria
- San Isidro
- Aeropuerto Sur
- Los Cristianos
- Playa de las Américas

El trayecto tendría una duración de 42 minutos (Aprox.)

### Proyecto del Tren del Norte
Este proyecto tiene un total de 7 paradas con una posible ampliación hasta Icod de los Vinos, las paradas son las siguientes:
- Santa Cruz Centro
- La Laguna
- Aeropuerto de Los Rodeos
- Tacoronte
- Santa Ursula
- La Orotava
- Los Realejos